# 扬·汉森
扬·汉森（丹麥語：Jan Hansen，1970年2月18日—），丹麦男子赛艇运动员。他曾代表丹麦参加加拿大蒙特利尔举办的1992年世界赛艇锦标赛，获得男子轻量级八人单桨有舵手金牌。